# Wulfhilde di Sassonia
Wulfhilde di Sassonia (1072 – Abbazia di Weingarten, 29 dicembre 1126) fu duchessa consorte di Baviera dal 1120 al 1126.

## Biografia
Wulfhilde fu la figlia maggiore di Magnus, duca di Sassonia e di sua moglie, Sofia d'Ungheria, figlia di Béla I d'Ungheria della dinastia degli Arpadi e già vedova di Ulrico I, margravio di Carniola. Apparteneva dunque alla dinastia dei Billunghi. 
Sposò Enrico IX, duca di Baviera. Come conseguenza di questa unione, parte dei possedimenti di Billung finì nelle mani della dinastia dei Guelfi. Essi ebbero i seguenti figli: 
- Enrico X, duca di Baviera che succedette la padre[1];
- Corrado († 17 marzo 1126 a Bari, sepolto a Molfetta), monaco cistercense e santo;
- Sofia, che sposò dapprima Bertoldo III, duca di Zähringen e poi Leopoldo, margravio di Stiria;
- Giuditta[1], che sposò il duca di Svevia Federico II; madre di Federico I Barbarossa;
- Matilda († 1138), sposò il margravio Diephold IV di Vohburg († 1130) e il conte Gebhard III di Sulzbach († 1188);
- Guelfo I, marchese di Toscana e duca di Spoleto;
- Wulfhilde, che sposò Rodolfo I, conte di Bregenz († 1160).

Wulfhilde morì nel 1126 e fu sepolta nell'abbazia di Weingarten. 

## Ascendenza
|                       |       |                         | Genitori              |  |  | Nonni |  |  | Bisnonni                |  |  | Trisnonni              |  |
|                       |       |                         |                       |  |  |       |  |  | Bernardo II di Sassonia |  |  | Bernardo I di Sassonia |  |
|                       |       |                         |                       |  |  |       |  |  | Bernardo II di Sassonia |  |  | Bernardo I di Sassonia |  |
|                       |       | Ildegarda di Stade      |                       |  |  |       |  |  | Bernardo II di Sassonia |  |  |                        |  |
| Ordulfo di Sassonia   |       |                         |                       |  |  |       |  |  | Bernardo II di Sassonia |  |  |                        |  |
|                       |       | Eilika di Schweinfurt   | Enrico di Schweinfurt |  |  |       |  |  |                         |  |  |                        |  |
|                       |       | Eilika di Schweinfurt   | Enrico di Schweinfurt |  |  |       |  |  |                         |  |  |                        |  |
|                       |       | Eilika di Schweinfurt   | Gerberga di Gleiberg  |  |  |       |  |  |                         |  |  |                        |  |
| Magnus di Sassonia    |       | Eilika di Schweinfurt   |                       |  |  |       |  |  |                         |  |  |                        |  |
|                       |       | Olaf II di Norvegia     | Harald Grenske        |  |  |       |  |  |                         |  |  |                        |  |
|                       |       | Olaf II di Norvegia     | Harald Grenske        |  |  |       |  |  |                         |  |  |                        |  |
|                       |       | Olaf II di Norvegia     | Åsta Gudbrandsdatter  |  |  |       |  |  |                         |  |  |                        |  |
| Wulfhild di Norvegia  |       | Olaf II di Norvegia     |                       |  |  |       |  |  |                         |  |  |                        |  |
|                       |       | Astrid Olfosdotter      | Olof III di Svezia    |  |  |       |  |  |                         |  |  |                        |  |
|                       |       | Astrid Olfosdotter      | Olof III di Svezia    |  |  |       |  |  |                         |  |  |                        |  |
|                       |       | Astrid Olfosdotter      | Edla di Venedia       |  |  |       |  |  |                         |  |  |                        |  |
| Wulfhilde di Sassonia |       | Astrid Olfosdotter      |                       |  |  |       |  |  |                         |  |  |                        |  |
|                       | Vazul | Mihály                  |                       |  |  |       |  |  |                         |  |  |                        |  |
|                       | Vazul | Mihály                  |                       |  |  |       |  |  |                         |  |  |                        |  |
|                       | Vazul | …                       |                       |  |  |       |  |  |                         |  |  |                        |  |
| Béla I d'Ungheria     | Vazul |                         |                       |  |  |       |  |  |                         |  |  |                        |  |
|                       |       | …                       | …                     |  |  |       |  |  |                         |  |  |                        |  |
|                       |       | …                       | …                     |  |  |       |  |  |                         |  |  |                        |  |
|                       |       | …                       | …                     |  |  |       |  |  |                         |  |  |                        |  |
| Sofia d'Ungheria      |       | …                       |                       |  |  |       |  |  |                         |  |  |                        |  |
|                       |       | Miecislao II di Polonia | Boleslao I di Polonia |  |  |       |  |  |                         |  |  |                        |  |
|                       |       | Miecislao II di Polonia | Boleslao I di Polonia |  |  |       |  |  |                         |  |  |                        |  |
|                       |       | Miecislao II di Polonia | Emnilda di Lusazia    |  |  |       |  |  |                         |  |  |                        |  |
| Richeza di Polonia    |       | Miecislao II di Polonia |                       |  |  |       |  |  |                         |  |  |                        |  |
|                       |       | Richeza di Lotaringia   | Azzo di Lotaringia    |  |  |       |  |  |                         |  |  |                        |  |
|                       |       | Richeza di Lotaringia   | Azzo di Lotaringia    |  |  |       |  |  |                         |  |  |                        |  |
|                       |       | Richeza di Lotaringia   | Matilde di Germania   |  |  |       |  |  |                         |  |  |                        |  |
|                       |       | Richeza di Lotaringia   |                       |  |  |       |  |  |                         |  |  |                        |  |